# Erland Herkenrath
Erland Franz Herkenrath (* 24. September 1912 in Zürich; † 17. Juli 2003 in Weggis) war ein Schweizer Handballspieler.

## Leben
Erland Herkenraths Eltern zogen 1910 nach Zürich. Sein Vater stammte aus Köln und seine Mutter aus dem schwedischen Norrköping. Er studierte an der ETH Zürich und war 1931 Gründungsmitglied der Handballmannschaft des Grasshopper Club Zürich. Herkenrath war bis 1956 für den Club aktiv und gewann mit diesem sechs Meisterschaften im Feldhandball. 1938 war er Sektionspräsident des Grasshopper Club Zürichs.
1935 gehörte er beim 1. Feldhandballländerspiel der Schweizer Nationalmannschaft zu deren Aufgebot. Ein Jahr später gewann er mit der Schweizer Handballnationalmannschaft bei den Olympischen Spielen 1936 in Berlin die Bronzemedaille.
Nach seiner sportlichen Karriere übernahm er die Firma seines Vaters, die grosse Schweizer Firmen wie Brown, Boveri & Cie. oder Oerlikon-Bührle mit elektrotechnischen Geräten ausstattete. Bis Mitte der 1980er Jahre war Herkenrath in der Firma tätig, ehe er seinen Ruhestand in Weggis verbrachte, wo er 2003 starb.